# Сеймурія
Сеймурія (Seymouria) — рід ранньопермських тетрапод, які поєднали в собі риси як земноводних, так і рептилій. Існувала близько 280 млн років тому.

## Опис
Розмір сеймурії становив близько 60 см в довжину. Для адаптації до сухого клімату пермського періоду і для забезпечення можливості довгий час проводити в пошуках їжі далеко від води, сеймурія виробила ряд ознак, що зближують їх з рептиліями. Вони мали короткі сильні ноги, будова поясів кінцівок і хребта сеймурії близька до котілозаврів. Водночас будова їх черепа і зубного апарату досить типова для перших земноводних, хоча деякі риси ріднять сеймурію з ранніми амніотами. Судячи з будовою кінцівок, сеймурії не були здатні до швидкого руху. Можливо у них була суха шкіра й існували механізми збереження води. Свідчень існування у сеймурії луски не знайдено.
Сеймурії були м'ясоїдними, харчувалися комахами, дрібними хребетними, яйцями рептилій і т. д. Кістки черепа самців сеймурії були відносно товстими і масивними, можливо це мало значення при боротьбі за самку. Після спарювання самкам доводилося повертатися до води, щоб відкласти ікру. У воді також жили личинки сеймурії. Досі вони не були виявлені та ідентифіковані, однак відомі личинки інших сеймуріаморф; для них характерні зовнішні зябра.

## Вивчення
Викопні рештки сеймурії були вперше знайдені поблизу містечка Сеймур (округ Бейлор, Техас, США), що відображено в назві типового виду даного роду Seymouria baylorensis. Згодом в Північній Америці та Німеччини було знайдено велику кількість добре збережених решток сеймурій. В Тамба-Дітарці виявлено пару скелетів, що лежать один на одному. Точно визначити чи становлять вони собою двох загиблих при паруванні особин не можливо.
Єфремовим (1946) Seymouria спільно з Kotlassia, Lanthanosuchus виділена в клас Batrachosauria, що є перехідною групою від земноводних до гадів.

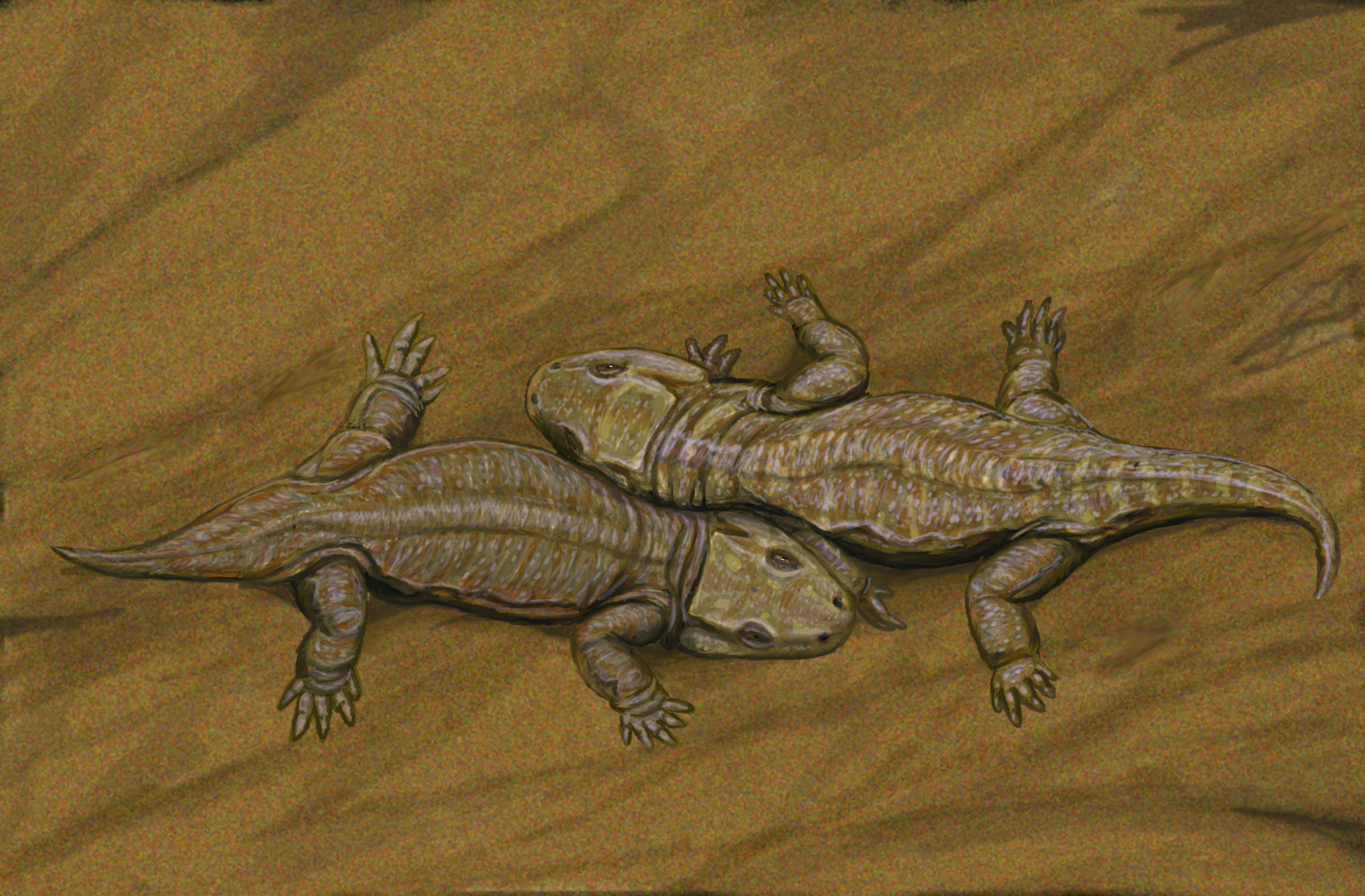
Seymouria sanjuanensis з ранньої пермі Тамбахуала

## Види
- Seymouria baylorensis — представлений найбільшою кількістю знахідок, всі з яких зроблені в Техасі.
- Seymouria sanjuanensis — широко поширений вид, знайдений як у штаті Юта, так і в Німеччині.
- Seymouria grandis — представлений фрагментами скелета, знайденими в Техасі і Оклахомі.
- Seymouria agilis — описаний Е. Олсоном в 1980 році, в 2001 році Р. Рейс і М. Лаурін встановили, що це макролетер (Macroleter agilis)[2].

## У масовій культурі
Сеймурія була показана в науково-популярному телесеріалі «Прогулянки з монстрами» (Бі-бі-сі), де її помилково схарактеризували як справжню амфібію. За сюжетом сеймурія спостерігає за гніздом диметродона, основного персонажа серії, присвяченої ранньому перму, намагається з'їсти кладку його яєць, проте сама виявляється жертвою диметродона.

## Ресурси Інтернету
- Ілюстрований опис сеймурії в проекті Tree of Life [Архівовано 18 квітня 2021 у Wayback Machine.]